# Andrej Lakisov
Andrej Lakisov (auch Andrey Lakisov; * 30. Juli 1983 in Baranowitschy, Belarus) ist ein deutscher Saxophonist.

## Leben und Wirken
Andrej Lakisov begann bereits im Alter von vier Jahren zu musizieren. 1994 gewann er die ersten Preise, darunter der 1. Preis beim Landeswettbewerb für Holzbläser in Baranowitschy und den 3. Preis beim Belarussischen Holzbläser-Wettbewerb. Mit 15 Jahren wurde er Diplomand beim internationalen Wettbewerb Musikhoffnung in Homel. Von 2001 bis 2003 studierte er an der Musikfachhochschule Glinka in Minsk. Sein Studium sowie das Konzertexamen absolvierte er mit Auszeichnung an der Hochschule für Musik Hanns Eisler und an der Universität der Künste Berlin.
2006 gewann Lakisov den Yamaha-Wettbewerb in Mannheim und tritt seitdem international auf großen Bühnen Europas und bei internationalen Festivals auf. Sein Repertoire beinhaltet Werke der Klassik sowie des Jazz, Swing, Klezmer, Balkan, Funk und Soul.
Eine künstlerische Zusammenarbeit Lakisovs erfolgte mit zahlreichen Orchestern, Ensembles und Bands, darunter die Kammersymphonie Berlin, die Lautten Companey, die Junge Musik Berlin. Lakisov absolvierte Auftritte u. a. bei den Münchner Opernfestspielen (in Zusammenarbeit mit der Bayerischen Staatsoper), im Theater Vorpommern, im Nikolaisaal Potsdam sowie bei Festivals wie dem Klangfest München (Gasteig), dem Stolberger Musiksommer und den Kammermusiktagen in der Kunsthalle Kühlungsborn.
2011 gründete er gemeinsam mit Timofey Sattarov das Trio Laccasax, mit dem er zwei Alben veröffentlichte. Er spielt des Weiteren im festen Duo mit Nadja Zeljukina und  im Duo Azar mit Ulugbek Palvanov. Neben dem Saxophon spielt er auch andere Holzblasinstrumente sowie Gitarre und Klavier. Als Sänger und Liedermacher nahm er an den russischen Liedermacher-Festivals in Bielstein, Wuppertal, München und Bielefeld teil.
2016 gründete er die Konzertreihe Ungezähmte Klassik.
Andrej Lakisov lebt in Berlin.